# Stanisław Michał Fredro
Stanisław (Aleksander Stanisław) Michał Fredro herbu Bończa (zm. w 1685 roku) – pisarz ziemski przemyski w latach 1673–1681, podstoli podolski w 1662 roku, sędzia deputat wojewódzki z ziemi przemyskiej w konfederacji gołąbskiej, sędzia kapturowy ziemi sanockiej w 1668 roku.
Był elektorem Michała Korybuta Wiśniowieckiego z ziemi przemyskiej w 1669 roku. Był marszałkiem sejmików województwa ruskiego w: 1671, 1673, 1675, 1677, 1679, 1681 roku.